# Скотарське-2
Скота́рське-2 — пасажирський залізничний зупинний пункт Ужгородської дирекції Львівської залізниці на електрифікованій лінії Стрий — Батьово між станцією Скотарське (2,4 км) та зупинним пунктом 1639 км (1,9 км). Розташований за 2 км від однойменного села Мукачівського району Закарпатської області.

## Історія
13 липня 2023 року, на виконання Програми Укрзалізниці щодо дерусифікації, зупинний пункт Платформа 1641 км перейменований в Скотарське-2.

## Пасажирське сполучення
На зупинному пункті Скотарське-2 зупиняються приміські поїзди.